# Szkoła Życia z Przewlekłą Białaczką Szpikową
Szkoła Życia z Przewlekłą Białaczką Szpikową (Szkoła Życia z PBSz) – ogólnopolski program mający na celu pomoc  pacjentom chorym na przewlekłą białaczkę szpikową w procesie leczenia oraz zapewnienie im wsparcia psychicznego.
W ramach programu Szkoła Życia z PBSz organizowane były warsztaty Szkoły Życia z PBSz, których pomysłodawcą i współorganizatorem była Fundacja Urszuli Jaworskiej. Warsztaty odbywały się bezpłatnie w wielu ośrodkach hematologicznych w całej Polsce. Uczestniczący w nich pacjenci oraz ich rodziny zdobywali wiedzę nt. przewlekłej białaczki szpikowej, otrzymywali niezbędną pomoc i wsparcie ze strony hematologa i psychoonkologa, zdobywali umiejętność radzenia sobie ze stresem oraz uczyli się jak poprawiać wzajemną komunikację w swojej rodzinie.
Ambasadorami warsztatów Szkoły Życia z PBSz byli m.in. Dorota Rabczewska oraz Marian Opania, a Patronem Honorowym Ministerstwo Zdrowia. Autorem programu była firma Novartis Oncology, która od lat popularyzuje zasady zdrowego stylu życia oraz inicjuje liczne akcje prozdrowotne.